# José Luis Brown
José Luis Brown (* 11. November 1956 in Ranchos, Provinz Buenos Aires; † 12. August 2019 in La Plata) war ein argentinischer Fußballspieler. Der Verteidiger wurde 1986 Fußball-Weltmeister.

## Spielerlaufbahn

### Vereinskarriere
José Luis Brown, geboren 1956 in Ranchos, einer Stadt in der Provinz Buenos Aires, begann seine fußballerische Laufbahn im Jahre 1975 bei Estudiantes de La Plata. Bei dem dreimaligen Sieger der Copa Libertadores spielte er unter anderem zusammen mit anderen argentinischen Fußballgrößen der damaligen Zeit wie Rubén Pagnanini, Weltmeister von 1978, Carlos Bilardo, dem späteren Nationaltrainer Argentiniens, oder Christian Rudzki. Nach einigen Jahren ohne Titelgewinn konnte Estudiantes durch den teuren Verkauf von Patricio Hernández zu Torino Calcio nach Italien viele gute argentinische Spieler verpflichten und 1982 erstmals nach fünfzehn Jahren wieder die Meisterschaft in Argentinien gewinnen. In der Primera División wurde ein erster Platz im Metropolitano mit zwei Punkten Vorsprung auf CA Independiente belegt. Im Jahr darauf war José Luis Brown mit Estudiantes erneut erfolgreich und man wurde wieder Meister durch einen Finalsieg im Nacional gegen Independiente. 1984 verließ Brown Estudiantes de La Plata und ging zu den Boca Juniors nach Buenos Aires, wo er allerdings nur ein Jahr aktiv war und 29 Spiele für den traditionsreichen Verein aus dem Arbeiterviertel La Boca absolvierte.
Nach kurzen Visiten beim unterklassigen Verein Deportivo Español sowie beim kolumbianischen Erstligisten Atlético Nacional aus Medellín gelang Brown 1986 der Sprung nach Europa, als er vom französischen Erstligisten Stade Brest verpflichtet wurde. In der Division 1 entwickelte sich José Luis Brown zum Stammspieler und machte in der Saison 1986/87 31 Spiele und ein Tor für den Club aus Nordfrankreich. 1987 wechselte er nach Spanien zu Real Murcia, das damals erstklassig spielte. In der Primera División Spaniens trug er mit 28 Einsätzen und einem Tor zum Erreichen des Klassenerhaltes bei. Nach einer Saison bei Real Murcia ging er zurück nach Argentinien und ließ beim Racing Club in Avellaneda seine fußballerische Laufbahn ausklingen. 1989 beendete er seine Karriere mit 33 Jahren.

### Nationalmannschaft
José Luis Brown spielte 36 Länderspiele für die argentinische Fußballnationalmannschaft. Er nahm an der Fußball-Weltmeisterschaft 1986 in Mexiko teil, wo die argentinische Mannschaft von Browns ehemaligem Mannschaftskollegen von Estudiantes de La Plata, Carlos Bilardo, trainiert wurde. Brown hatte sich gerade von Problemen an den Menisken erholt und einen Kreuzbandriss auskuriert. Bei dem Turnier war er nur als Ersatzmann für Daniel Passarella vorgesehen, rückte nach dessen Verletzung in die Mannschaft und wurde in allen sieben Spielen eingesetzt, sechs Spiele absolvierte er über die gesamte Spielzeit. Einzig im Viertelfinalspiel gegen England, das geprägt wurde durch Maradonas Hand Gottes und das Jahrhunderttor, ebenfalls durch den damals wohl weltbesten Fußballer erzielt, ersetzte ihn in der 75. Spielminute Carlos Tapia. Im Endspiel gegen die deutsche Mannschaft erzielte José Luis Brown sein einziges Länderspieltor, als er in der 23. Spielminute per Kopf das 1:0 erzielte. Durch Tore von Jorge Valdano und Jorge Burruchaga sowie auf deutscher Seite von Karl-Heinz Rummenigge und Rudi Völler siegte Argentinien im Endspiel von Azteca mit 3:2 und wurde zum zweiten Mal Fußball-Weltmeister.

## Trainerkarriere
Nach dem Ende seiner aktiven Laufbahn wurde José Luis Brown Fußballtrainer, zu einem Amt als Cheftrainer eines Profivereins kam er nur kurzzeitig. Allerdings war er Assistenz unter anderem von Óscar Ruggeri bei CA San Lorenzo de Almagro, von Carlos Bilardo bei den Boca Juniors oder von Héctor Enrique bei Club Almagro. 1993 wurde er vom bolivianischen Erstligisten Club Blooming als Cheftrainer verpflichtet, coachte die Mannschaft aber nur sechzehn Spiele lang und arbeitete dann wieder mit Bilardo bei Estudiantes de La Plata zusammen. Nach dem Weggang von Bilardo coachte Brown den Zweitligisten Atlético de Rafaela. Nach Differenzen mit dem Clubvorstand ging er 2005 zurück zum Club Almagro, der soeben aus der Primera División abgestiegen war. Kurz darauf wurde er Trainer des Traditionsvereins Ferro Carril Oeste, wo er aber nur einen guten Monat arbeitete. 2007 wurde José Luis Brown zusammen mit seinem ehemaligen Teamkameraden aus der Weltmeistermannschaft von 1986, Sergio Batista, zunächst Trainer der U17-Fußballnationalmannschaft Argentiniens und dann der U20 des Landes. 2008 gewann er als Assistent von Batista die Goldmedaille bei den Olympischen Spielen von Peking.

## Erfolge
Argentinische Nationalmannschaft
- Fußballweltmeister 1986

Estudiantes de La Plata
- Metropolitano Meisterschaft: 1982
- Nationale Meisterschaft: 1983

## Persönliches
Brown litt in seinen letzten Lebensjahren an der Alzheimer-Krankheit.